# 萨卡特卡斯圣母升天圣殿主教座堂
萨卡特卡斯圣母升天圣殿主教座堂（西班牙語：Catedral Basílica de la Asunción de María de Zacatecas），简称萨卡特卡斯大教堂（Catedral Metropolitana de Zacatecas），是一座罗马天主教宗座圣殿、天主教萨卡特卡斯教区的主教座堂，位于墨西哥萨卡特卡斯州萨卡特卡斯的历史中心，已被列为世界遗产。该建筑的正立面被认为是墨西哥最杰出的巴洛克艺术品之一。
该堂的历史可追溯到1568年。目前的教堂建于1752年，1841年祝圣。1862年成为主教座堂。1959年升格为宗座圣殿。

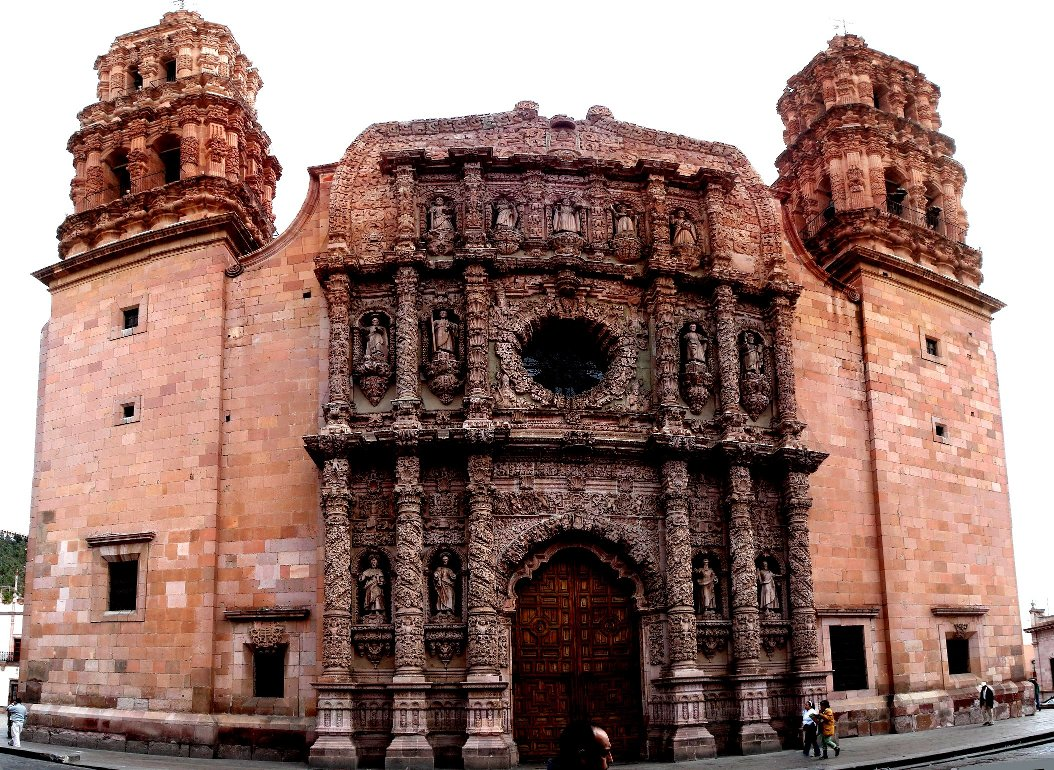
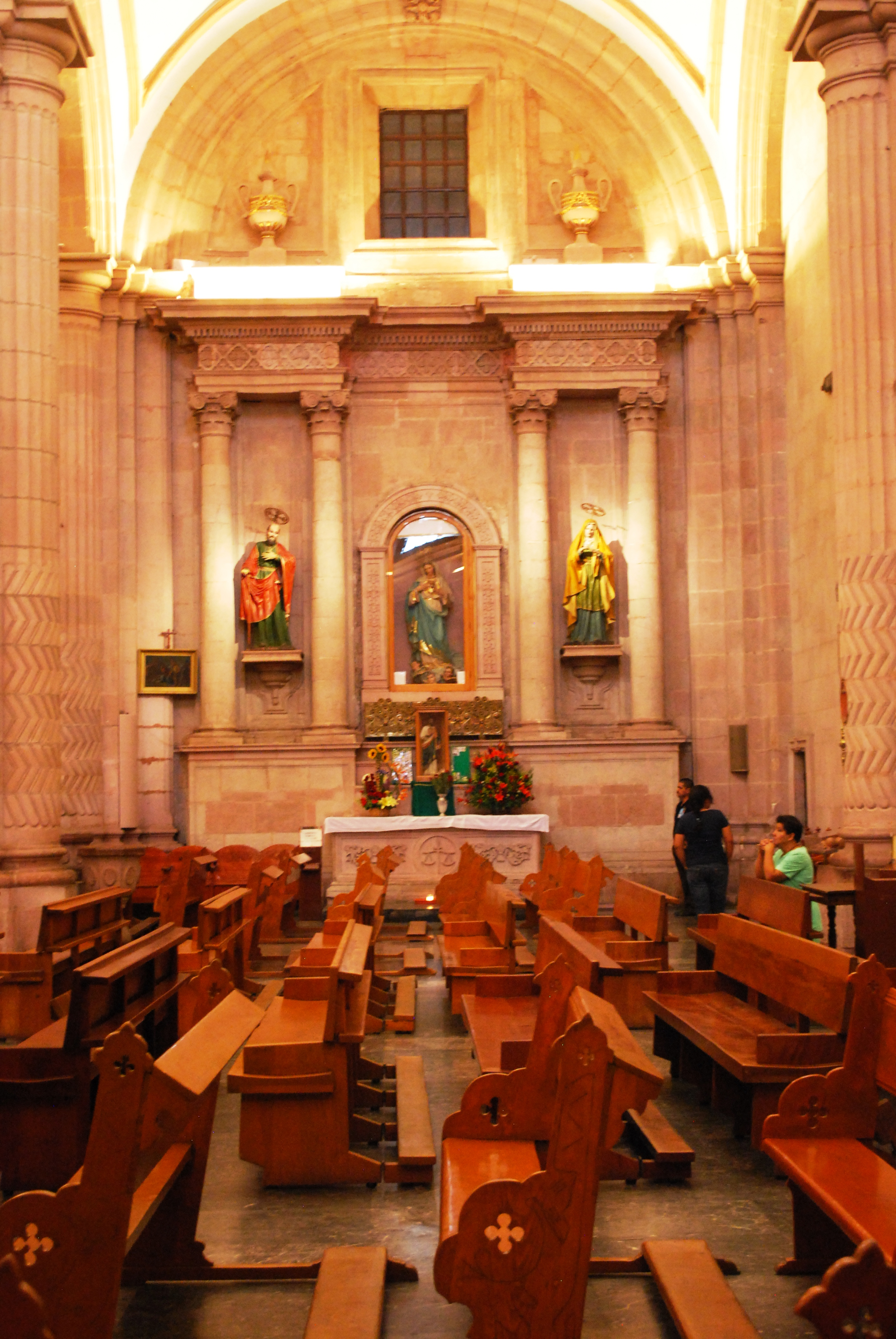
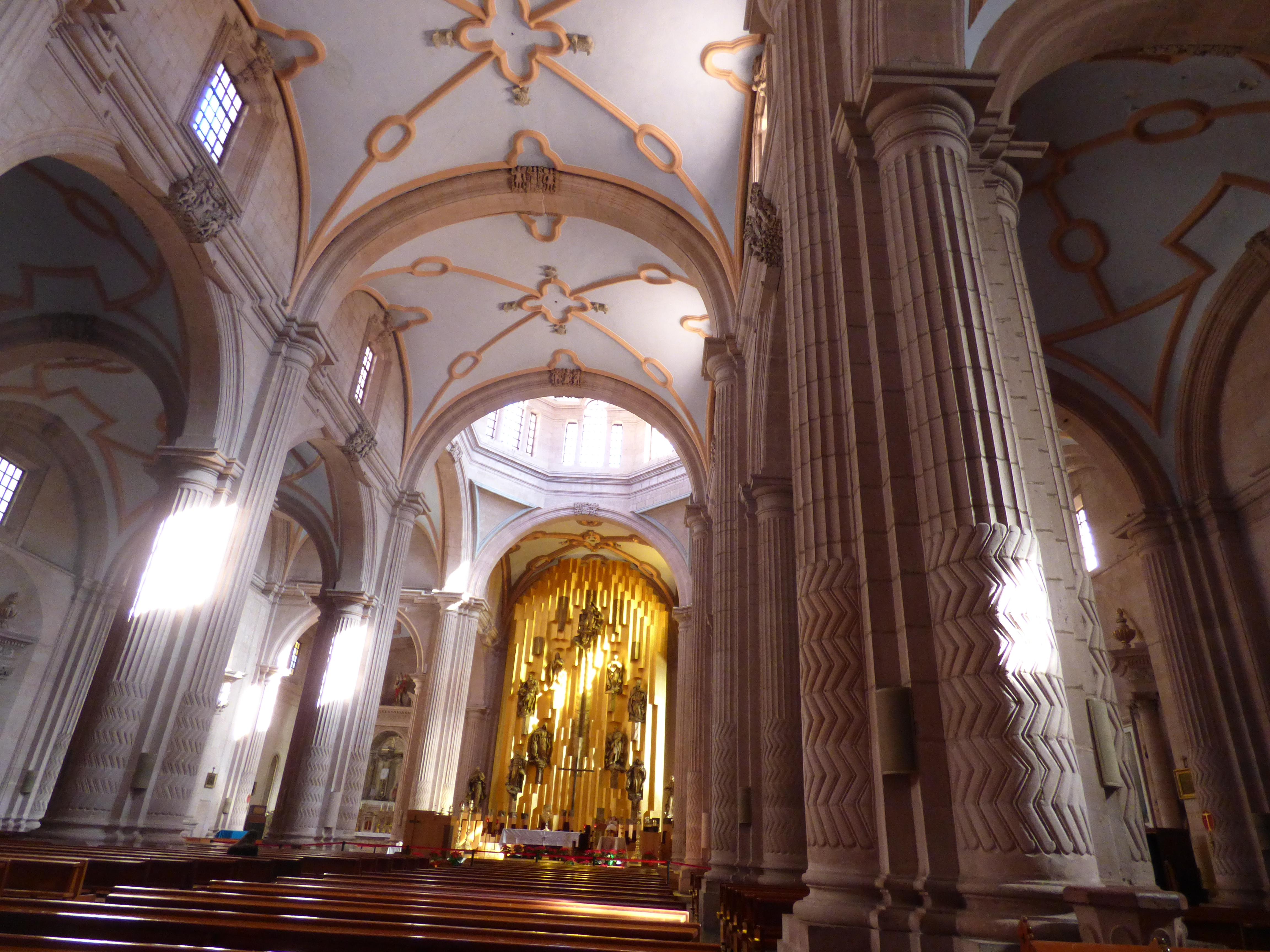

该堂为拉丁十字平面。